# Buzitka
Buzitka és un poble i municipi d'Eslovàquia. Es troba a la regió de Banská Bystrica. La primera menció escrita de la vila es remunta al 1350.

## Demografia
| Godina             | 1994 | 2004   | 2014   | 2024   |
| ------------------ | ---- | ------ | ------ | ------ |
| Nombre de persones | 542  | 508    | 503    | 453    |
| Diferència         |      | −6,27% | −0,98% | −9,94% |

| Godina             | 2023 | 2024   |
| ------------------ | ---- | ------ |
| Nombre de persones | 454  | 453    |
| Diferència         |      | −0,22% |